# Luci Furi Medul·lí Fus (cònsol)
Luci Furi Medul·lí Fus (en llatí Lucius Furius Medullinus Fusus) va ser un magistrat romà. Formava part de la gens Fúria, i era de la branca familiar dels Medul·lí, d'origen patrici.
Va ser cònsol l'any 474 aC juntament amb Gneu Manli Vulsó. Es va oposar per tots els mitjans a la restauració de la llei Cassia agraria d'Espuri Cassi. Quan va deixar el càrrec, en revenja per la seva actuació, va ser acusat per Gneu Genuci, un dels tribuns de la plebs.